# 取香
取香（とっこう）は、千葉県成田市の大字。郵便番号は282-0006（成田国際空港内）、286-0106（その他）。

## 地理
成田市の南東部に位置し、遠山地区に所属する。周辺の堀之内、天神峰、東峰、古込、駒井野と隣接する。
南北に新空港自動車道が通る。
東側の区域が成田国際空港（旧称・新東京国際空港）の敷地の一部であり、第三旅客ターミナルや誘導路などの施設が置かれている。
成田空港の旅客ターミナルに近いことから、ホテル、レンタカー営業所、旅行者向けの駐車場が多数ある。なお、第三旅客ターミナルの小字は「上人塚」である。

## 歴史
江戸時代から続く"古村"があり、成田空港はこの集落を避けるように計画されたといわれる。
成田市編入前は、下埴生郡遠山村、取香村に属していた。

## 世帯数と人口
2017年（平成29年）10月31日現在の世帯数と人口は以下の通りである。
| 大字 | 世帯数 | 人口  |
| ---- | ------ | ----- |
| 取香 | 73世帯 | 129人 |

## 小・中学校の学区
市立小・中学校に通う場合、学区は以下の通りとなる。
| 地域 | 小学校             | 中学校             |
| ---- | ------------------ | ------------------ |
| 全域 | 成田市立遠山小学校 | 成田市立遠山中学校 |

## 施設

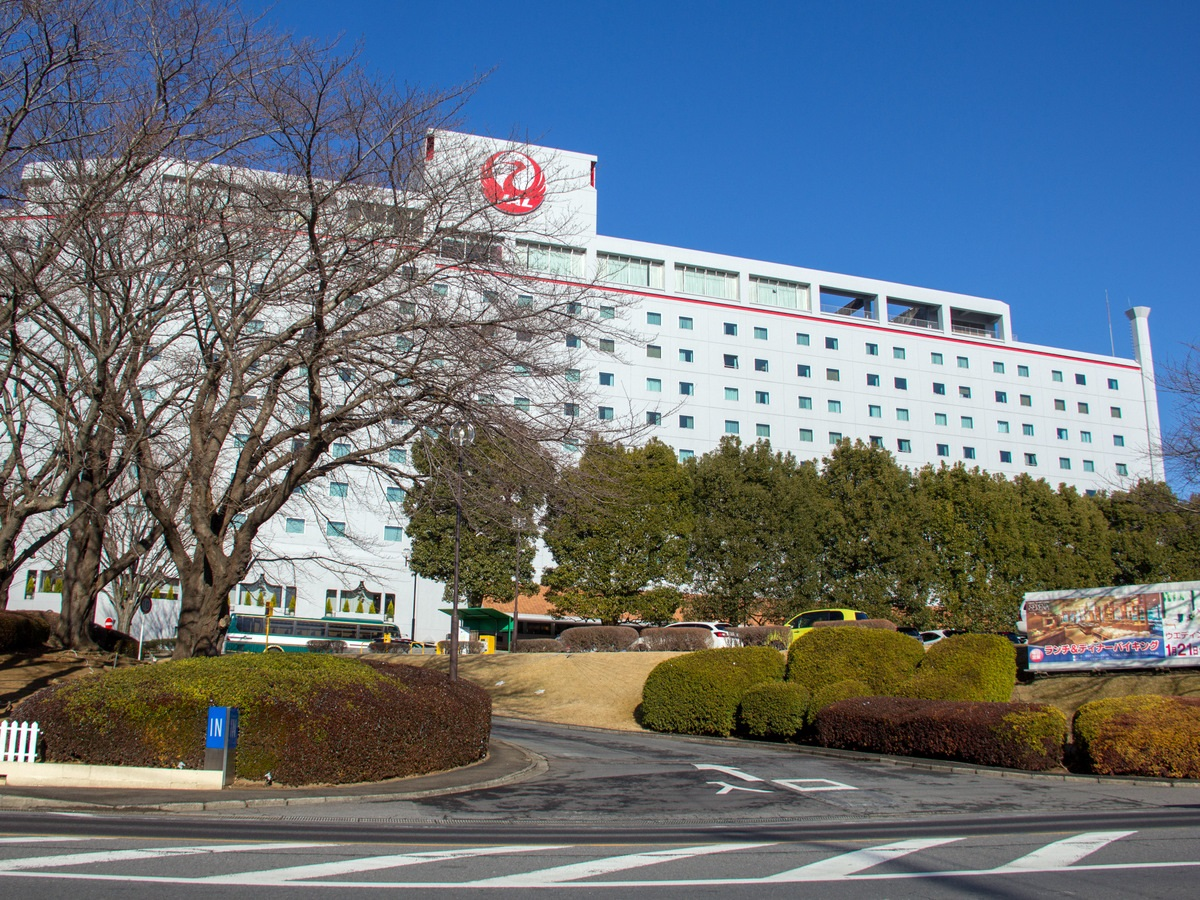
ホテル日航成田

- 成田国際空港
- ホテル日航成田
- 成田東武ホテルエアポート
- 東横イン成田空港
  - 旧「ホテル日航ウインズ成田」
- 円勝寺
- 取香熊野神社
- 側高神社
- トヨタレンタカー成田空港店
- 日産レンタカー成田空港店
- ニッポンレンタカー成田営業所

## 交通

### 道路
- 国道295号（空港通り・駒井野、古込方面）
- 千葉県道44号成田小見川鹿島港線（駒井野、天神峰方面）

### バス
成田国際空港第三旅客ターミナル、貨物地区発着のバスが存在する。
- 千葉交通
  - 成田サークルバス（千葉交通） - マロウドインターナショナルホテル～京成成田駅～マロウドインターナショナルホテル
    - （マロウドインターナショナルホテル（駒井野）） - 東武ホテルエアポート - ホテル日航 - （ANAクラウンプラザホテル（堀之内））

  - 酒々井アウトレットシャトル
    - ホテル日航成田 - 酒々井プレミアム・アウトレット

  - 栗源線（多古営業所） - 成田空港～栗源
    - （成田空港第２ターミナル（古込）） - 日航ホテル入口 - 成田東武ホテルエアポート - 取香 - (天神峰（東峰）)
- 成田市コミュニティバス（千葉交通運行）津富浦ルート - 成井回転場～津富浦～保健福祉館、大栄支所～奈土～前林小学校～保健福祉館
  - （天神峰（東峰）） - 取香 - 新取香橋 - （駒井野）